# Skuhrov nad Bělou
Pour les articles homonymes, voir Skuhrov.
Skuhrov nad Bělou (en allemand : Skuchrow an der Alba) est une commune du district de Rychnov nad Kněžnou, dans la région de Hradec Králové, en République tchèque. Sa population s'élevait à 1 121 habitants en 2020.

## Géographie
Skuhrov nad Bělou se trouve à 6 km au nord-ouest de Rychnov nad Kněžnou, à 32 km à l'est de Hradec Králové et à 132 km à l'est-nord-est de Prague.
La commune est limitée par Dobré et Osečnice au nord, par Liberk à l'est, par Lukavice, Kvasiny et Solnice au sud, et par Bílý Újezd à l'ouest et au nord-ouest.

## Histoire
La première mention écrite du village date de 1279.